# ティアオ・カマオ
ティアオ・カマオ （Tiao Khammao、1911年9月23日 - ）は、ラオスの王族出身の政治家、外交官。

## 来歴
1911年9月23日にルアンパバーンにて、ティアオ・カマオは、シーサワーンウォン国王の王子として生まれる。1921年から1931年までのあいだ、ベトナム、ハノイのアルベール・サロー学校で学ぶ。1931年から1939年までの八年間、フランス、モンペリエヘ留学し、法科大学院を卒業した。
1941年、郡長見習いとして職に就いたのち、王宮総務長官の役となり1948年まで務める。その後1951年までの三年間はルアンパバーン県知事に就任する。1951年から1952年のビエンチャンでの上訴最高裁判所検事、1952年から1955年の在パリ高等弁務官を経て、1956年6月、駐日ラオス特命全権大使に任命され、同年10月18日、皇居にて信任状を捧呈した。日本での三年間の駐箚後、1959年12月3日、在イギリス大使へ転任した。

## 人物
- ブンコン（英語版）国王の王女かつ、スワンナ・プーマラオス王国首相の妹ティアオ・カウラと結婚し、四男四女計八人の子どもを儲けた。